# Xã Knox, Quận Holmes, Ohio
Xã Knox (tiếng Anh: Knox Township) là một xã thuộc quận Holmes, tiểu bang Ohio, Hoa Kỳ. Năm 2010, dân số của xã này là 1.117 người.